# Liste von Zwischenfällen mit der Vickers Viscount
Die Liste von Zwischenfällen mit der Vickers Viscount zeigt eine Übersicht über Zwischenfälle mit Todesfolge oder Totalschaden von Flugzeugen des Typs Vickers Viscount.
Vom Erstflug 1948 bis zum Betriebsende 2009 kam es bei den 445 gebauten Vickers Viscount zu 144 Totalschäden, davon 137 Verlusten im Flugbetrieb. Bei 68 davon kamen 1636 Menschen ums Leben. Vollständige Liste:

## 1950er-Jahre
- Am 27. August 1952 verunglückte der erste Prototyp der Vickers Viscount 630 des britischen Ministry of Supply (Luftfahrzeugkennzeichen G-AHRF) bei Landetests auf dem Flughafen Khartum (Sudan). Durch den Bruch eines Bolzens brach das rechte Hauptfahrwerk zusammen und die Maschine geriet seitlich der Landebahn in weichen Boden. Alle fünf Besatzungsmitglieder überlebten ohne schwere Verletzungen. Das Flugzeug wurde irreparabel beschädigt.[2][3]

- Am 31. Oktober 1954 stürzte eine Vickers Viscount 720 der Trans Australia Airlines (VH-TVA) kurz nach dem Start vom Flughafen in Mangalore (Victoria) ab. Von den acht Insassen dieses Trainingsfluges kamen drei ums Leben. Es war der erste tödliche Unfall mit einer Viscount seit ihrem Erstflug im Juli 1948.[4]

- Am 20. Januar 1956 überschlug sich eine Viscount 701 der British European Airways (BEA) (G-AMOM) am Flughafen Blackbushe. Die Maschine startete zu einem Trainingsflug, als der Trainingskapitän versehentlich beide rechte Triebwerke gleichzeitig stilllegte. Die gesamte fünfköpfige Besatzung überlebte.[5][6]

- Am 20. Februar 1956 musste eine Viscount 744 der US-amerikanischen Capital Airlines (N7404) nach einem Landeunfall auf dem Flughafen Chicago Midway als Totalverlust abgeschrieben werden. Unter den 42 Insassen gab es keine Todesopfer.[7]

- Am 1. Oktober 1956 wurde eine Viscount 739 der ägyptischen Misrair (SU-AIC) auf dem Flughafen Kairo-Almaza während der Sueskrise durch einen Luftangriff der britischen Royal Air Force zerstört. Personen kamen dabei nicht zu Schaden.[8]

- Am 12. Dezember 1956 stürzte eine in Paris-Orly gestartete Viscount 708 der Air France (F-BGNK) auf einem Trainingsflug nach Reims aus einer Höhe von 900 bis 1500 Metern nahe Dannemois ab. Als Unfallursache wird Kontrollverlust aus unbekanntem Grund vermutet. Alle 5 Besatzungsmitglieder kamen dabei ums Leben.[9]

- Am 14. März 1957 stürzte eine aus Amsterdam kommende Viscount 701 der British European Airways (G-ALWE) im Landeanflug auf den Flughafen Manchester in ein Wohngebiet in Wythenshawe. Ursache war der Ermüdungsbruch einer Landeklappenaufhängung. Alle 20 Insassen der Maschine sowie zwei Menschen am Boden kamen ums Leben.[10]

- Am 20. Oktober 1957 wurde eine Viscount 806 der Herstellerfirma Vickers (G-AOYF) auf dem Flughafen Johannesburg-Jan Smuts (Südafrika) bei Anflugtests so extrem hart gelandet, dass das rechte Hauptfahrwerk zusammenbrach und die Maschine rechts neben der Piste, nur 480 Meter vom Bahnbeginn, endete. Alle zehn Insassen überlebten. Das Flugzeug wurde irreparabel beschädigt.[11][12]

- Am 23. Oktober 1957 verfehlte eine Viscount 802 der British European Airways (BEA) (G-AOJA) beim Anflug auf den Flughafen Belfast-Nutts Corner die Landebahn. Beim Durchstartversuch stürzte sie 300 Meter südlich des westlichen Endes der Landebahn ab. Alle sieben Insassen kamen ums Leben.[13]

- Am 17. November 1957 befand sich eine Viscount 802 der British European Airways (BEA) (G-AOHP) auf einem Frachtflug von London Heathrow nach Kopenhagen. Im Anflug fielen drei der vier Triebwerke aufgrund von Vereisung aus. Bei einer Bauchlandung 28 Kilometer nordwestlich des Flughafens wurde die Maschine zerstört, aber beide Piloten überlebten.[14]

- An einem unbekannten Tag des Jahres 1958 brannte einer der Prototypen der Vickers Viscount 663 des britischen Ministry of Supply (VX217) auf dem ehemaligen Militärflugplatz RAF Seighford, (Staffordshire, Vereinigtes Königreich) aus. Ein Hydraulikleck im Fahrwerkschacht hatte ein Feuer ausgelöst, das auch den Hauptholm zerstörte. Es befanden sich keine Personen an Bord.[15][16]

- Am 6. April 1958 (Ortszeit) stürzte eine Viscount 745D der US-amerikanischen Capital Airlines (N7437) während des Anflugs auf den Tri-City Airport in Michigan ab. Ursache für den Kontrollverlust war eine Vereisung des Höhenleitwerks. Alle 47 Insassen, 3 Besatzungsmitglieder und 44 Passagiere, kamen ums Leben.[17]

- Am 28. April 1958 wurde eine Viscount 802 der British European Airways (BEA) (G-AORC) im Anflug auf den Flughafen Prestwick ins Gelände geflogen und brannte aus. Gründe waren eine Instrumenten-Fehlinterpretation des Kapitäns, mangelhafte Zusammenarbeit innerhalb der Cockpit-Crew und ein ergonomisch schlecht gestalteter Höhenmesser mit zweideutiger Anzeige. Alle fünf Insassen überlebten.[18]

- Am 20. Mai 1958 kollidierte eine Viscount 745D der US-amerikanischen Capital Airlines (N7410) im Flug mit einer Lockheed T-33 der Air National Guard (53-5966). Bei dem Unfall nahe Brunswick während ihres Anflugs auf den Martin State Airport (Baltimore) kamen alle elf Insassen des Verkehrsflugzeugs sowie ein Militärpilot ums Leben; der zweite konnte sich mit dem Schleudersitz retten.[19][20]

- Am 9. August 1958 flog eine aus Wadi Halfa (Sudan) kommende Viscount 748D der rhodesischen Central African Airways (VP-YNE) 9 Kilometer südöstlich des Flughafens Bengasi (Libyen) in hügeliges Gelände. Möglicherweise spielte Übermüdung der Piloten eine Rolle, die den Flug schon 18 Stunden vorher in Salisbury (Rhodesien) begonnen und bereits weitere Zwischenlandungen in Ndola, Entebbe und Khartoum absolviert hatten. Bei dem Unfall kamen 36 der 54 Insassen ums Leben.[21]

- Am 22. Oktober 1958 kollidierte eine Viscount 701C der British European Airways (BEA) (G-ANHC) auf dem Flug von London nach Neapel mit einer North American F-86E der italienischen Luftwaffe. Alle 31 Insassen der Viscount wurden getötet; der Militärpilot konnte sich mit dem Schleudersitz retten (siehe auch British-European-Airways-Flug 142).[22]

- Am 1. November 1958 wurde eine Viscount 755D der Cubana (CU-T603) auf dem Flug von Miami nach Varadero entführt. Im Anflug auf den 600 Kilometer vom eigentlichen Ziel entfernten damaligen Flugplatz Preston, Guatemala (Kuba) ging der Treibstoff aus. Beim Versuch einer Notwasserung schlug das Flugzeug mit dem Heck zuerst auf und versank in der Bucht Bahía de Nipe, nachdem das Heck abgebrochen war. Von den 20 Insassen wurden 17 getötet, alle vier Besatzungsmitglieder und 13 Passagiere.[23][24]

- Am 10. November 1958 kam es bei einer Lockheed L-1049D Super Constellation der US-amerikanischen Seaboard & Western Airlines (N6503C) während eines Trainingsfluges auf dem Flughafen New York-Idlewild zum Kontrollverlust, wobei die Maschine schließlich mit einer geparkten Viscount 724 der Trans-Canada Airlines (CF-TGL) kollidierte, in der sich nur zwei Besatzungsmitglieder befanden. Auslöser war eine fehlerhaft gebaute Umkehrschub-Vorrichtung, die sich plötzlich von selbst aktivierte. Alle fünf Besatzungsmitglieder sowie die beiden in der Viscount überlebten. Beide Flugzeuge brannten aus und wurden zu Totalschäden.[25][26]

- Am 2. Dezember 1958 stürzte eine Viscount 732 der britischen Hunting-Clan Air Transport (G-ANRR) auf einem Testflug nach einer Generalüberholung in den Boden. In rund 1000 Fuß Höhe brach die rechte Tragfläche ab und die Maschine stürzte 4 Kilometer nordnordöstlich des Flugplatzes Farnborough, 26 Kilometer südwestlich des Startflughafens London Heathrow ab. Es war zu einem Strukturversagen in der Luft gekommen, weil bei der Wartung die Seile der Höhenrudertrimmung vertauscht worden waren und außerdem die nachlässige Funktionsüberprüfung der Trimmung durch das Wartungspersonal den Fehler unbemerkt ließ. Alle 6 Besatzungsmitglieder, die einzigen Insassen, wurden getötet.[27][28]

- Am 17. Februar 1959 wurde eine Viscount 794D der Türk Hava Yollari – THY (TC-SEV) beim Landeanflug auf den Flughafen London-Gatwick in den Boden geflogen (Controlled flight into terrain). Die aus Rom kommende Maschine unterschritt den Gleitpfad des Instrumentenlandesystems und kollidierte 5,2 Kilometer westlich des Flughafens mit Bäumen und fing Feuer. Von den 24 Menschen an Bord wurden 14 getötet.[29]

- Am 5. März 1959 stürzte eine Viscount 763D der salvadorianischen TACA (YS-09C) kurz nach dem Start vom Flughafen Managua (Nicaragua) 1,6 bis 2,4 Kilometer hinter dem Ende der Startbahn 29 ab. Unmittelbar nach dem Abheben fiel das Triebwerk 1 (links außen) aus, kurz danach verlor Triebwerk 2 (links innen) stark an Leistung. Das Flugzeug ging in eine abrupte Linkskurve und einen exzessiven Querneigungswinkel über, streifte Bäume und stürzte in Rückenlage zu Boden. Von den 19 Insassen kamen 15 ums Leben, zwei Besatzungsmitglieder und 13 Passagiere.[30][31]

- Am 12. Mai 1959 ging eine Viscount 745D der US-amerikanischen Capital Airlines (N7463) beim Durchfliegen eines Gewitters mit sehr schweren Turbulenzen in einen unkontrollierten Sturzflug über und zerbrach nahe der Ortschaft Chase (Maryland) in der Luft. Alle 31 Insassen, 4 Besatzungsmitglieder und 27 Passagiere, verloren das Leben.[32]

- Am 18. Mai 1959 verunglückte eine Viscount 815 der Pakistan International Airlines (PIA) (AP-AJC) bei der Landung auf dem  Flughafen Islamabad (Pakistan). Der Kapitän versuchte, das Flugzeug am Landebahnende mit viel zu hoher Geschwindigkeit seitlich von der Bahn zu steuern. Das Fahrwerk brach zusammen, eine Tragfläche brach ebenfalls. Trotzdem überlebten alle 43 Insassen. Das erst vier Monate alte Flugzeug wurde irreparabel beschädigt.[33]

- Am 14. August 1959, nur drei Monate später, verunglückte erneut eine fast fabrikneue Viscount 815 der Pakistan International Airlines (PIA) (AP-AJE), diesmal auf einem Trainingsflug am Flughafen Karachi International (Pakistan). Obwohl beide rechte Triebwerke (Nr. 3 und 4) abgestellt waren, wurde in niedriger Höhe versucht durchzustarten. Erwartungsgemäß drehte das Flugzeug scharf nach rechts, die rechte Tragfläche kollidierte mit einer Mauer und das Flugzeug ging in Flammen auf. Trotzdem überlebte einer der drei Piloten, die anderen zwei wurden getötet (siehe auch Flugunfall der Pakistan International Airlines in Karatschi 1959).[34]

- Am 3. Oktober 1959 wurde eine Vickers Viscount 757 der kanadischen Trans-Canada Air Lines (heute Air Canada) (CF-TGY) im nächtlichen Anflug auf den Flughafen Toronto-Malton (Kanada) bei schlechter Sicht gut 1000 Meter vor der Landebahn in den Boden geflogen. Alle 38 Insassen, die vier Besatzungsmitglieder und 34 Passagiere, überlebten den Unfall. Das Flugzeug wurde irreparabel beschädigt.[35]

- Am 21. Dezember 1959 verunglückte eine Viscount 785 (Seriennummer [S/N] 378) der Alitalia (I-LIZT) beim Landeanflug auf den Flughafen Rom-Ciampino. Die Maschine, an der auf einem Prüfungsflug zwei der vier Triebwerke auf Leerlauf gestellt waren, wurde während des Landemanövers unterhalb der Mindestgeschwindigkeit für Triebwerksausfall unbeherrschbar und stürzte ab. Beide Personen an Bord (die Piloten) kamen ums Leben.[36]

- Am 22. Dezember 1959 kollidierte eine Viscount 827 der brasilianischen Viação Aérea São Paulo (VASP) (PP-SRG) beim Landeanflug auf den Flughafen Rio de Janeiro-Galeão mit einem militärischen Schulflugzeug und stürzte 4 Kilometer südlich des Flughafens in ein Wohngebiet. Dabei wurden alle 32 Insassen sowie 10 Menschen am Boden getötet. Der Pilot der Militärmaschine des Typs Fokker S-11 der Força Aérea Brasileira war unberechtigt im Anflugbereich des Flughafens herumgeflogen; er rettete sich mit dem Fallschirm.[37]

## 1960er-Jahre
- Am 5. Januar 1960 fiel bei einer Viscount 701 der British European Airways (BEA) (Luftfahrzeugkennzeichen G-AMNY) nach dem Aufsetzen am Zielflughafen Malta das Hydrauliksystem und damit die Bremsen und die Bugradsteuerung aus. Auf dem abschüssigen Gelände rollte die Maschine gegen den Kontrollturm. Keiner der 51 Insassen kam zu Schaden, das Flugzeug war allerdings schrottreif.[38]

- Am 7. Januar 1960 brach bei einer Viscount 802 der British European Airways (BEA) (G-AOHU) nach dem Aufsetzen am Flughafen London Heathrow das Bugfahrwerk zusammen, da der Kapitän bei mangelhafter Sicht in dichtem Nebel auf selbigem zuerst gelandet war. Das ausgebrochene Feuer zerstörte das gesamte Flugzeug. Dennoch überlebten alle 59 Insassen.[39]

- Am 18. Januar 1960 fielen alle vier Triebwerke einer Viscount 745D der US-amerikanischen Capital Airlines (N7462) auf einem Linienflug von Washington nach Norfolk durch Vereisung aus, weil die Piloten die Enteisungsanlage der Motoren nicht eingeschaltet hatten. Es gelang ihnen, das äußere rechte Triebwerk wieder zu starten. Sie erhöhten dessen Leistung maximal, um die Maschine auf Höhe zu halten. Daraufhin ging das Flugzeug ins Trudeln über und schlug fast ohne Vorwärtsbewegung in einem Waldgebiet nahe Charles City (Virginia, USA) auf. Alle 50 Insassen kamen ums Leben (siehe auch Capital-Airlines-Flug 20).[40]

- Am 26. September 1960 wurde eine Viscount 837 der österreichischen Austrian Airlines (OE-LAF) beim Landeanflug auf den Flughafen Moskau-Scheremetjewo 10 Kilometer vom Ziel entfernt in einen Wald geflogen und zerschellte. Bei diesem Controlled flight into terrain wurden von den 37 Personen an Bord 31 getötet (siehe auch Austrian-Airlines-Flug 901).[41]

- Am 29. September 1960 flog eine Viscount 739B der ägyptischen United Arab Airlines (SU-AKW) in ein schweres Unwetter. Die Piloten verloren auf dem Flug von Genf nach Rom die Orientierung und das Flugzeug stürzte rund 25 Kilometer vor der Küste von Elba ins Mittelmeer. Beim Absturz kamen alle 21 Personen an Bord ums Leben. Bei der Bergung konnten nur wenige Wrackteile geborgen werden.[42]

- Am 12. Juni 1961 brach das rechte Hauptfahrwerk einer Viscount 744 der japanischen All Nippon Airways (G-APKJ) bei einer sehr harten Landung am Flughafen Osaka-Itami. Die Maschine wurde zum wirtschaftlichen Totalschaden. Alle 49 Insassen, fünf Besatzungsmitglieder und 44 Passagiere, überlebten.[43]

- Am 30. Oktober 1961 wurde eine Viscount 736 der British United Airways (G-AODH) auf dem Flug von Berlin-Tempelhof zum Flughafen Frankfurt irreparabel beschädigt. Nachdem der Kapitän in schlechter Sicht unter die vorgeschriebene Entscheidungshöhe geflogen war, schlug die Maschine bei einem Durchstartversuch neben der Landebahn auf. Alle vier Besatzungsmitglieder und 16 Passagiere überlebten den Unfall.[44][45]

- Am 15. November 1961 ging eine Viscount 768D der Indian Airlines (VT-DIH) bei der Landung auf dem Flughafen Colombo-Ratmalana (Ceylon) zu Bruch. Ohne jeden ersichtlichen Grund gab der Erste Offizier gleich nach dem Aufsetzen Vollgas und fuhr gleichzeitig das Fahrwerk ein. Das Flugzeug rutschte auf dem Bauch von der Landebahn herunter und  wurde irreparabel beschädigt. Alle 42 Insassen, sechs Besatzungsmitglieder und 36 Passagiere, überlebten. Ein ähnlicher Unfall mit unkoordiniertem Einfahren des Fahrwerks ereignete sich später mit einer De Havilland DHC-8-400 der Luxair am Flughafen Saarbrücken.[46]

- Am 15. November 1961 kollidierte eine landende Vickers Viscount 798D der US-amerikanischen Northeast Airlines (N6592C) auf dem Flughafen Boston-Logan (USA) mit einer Douglas DC-6B der ebenfalls US-amerikanischen National Airlines, die ohne Startfreigabe auf einer kreuzenden Bahn startete. Beitragender Faktor war die mangelhafte Überwachung der Bahnen durch die Fluglotsen. Alle 45 Insassen der Viscount, 8 Besatzungsmitglieder und 37 Passagiere, überlebten, ebenso die 30 der DC-6. Beide Flugzeuge wurden irreparabel beschädigt.[47]

- Am 30. November 1961 zerbrach eine  Viscount 720 der australischen Ansett ANA (VH-TVC) bei starken Turbulenzen und hoher Geschwindigkeit kurz nach dem Start vom Flughafen Sydney-Kingsford Smith (Australien) 5 Kilometer südlich davon in der Luft. Alle 15 Menschen an Bord starben.[48]

- Am 16. März 1962 wichen die Piloten einer Viscount 739 der ägyptischen United Arab Airlines (SU-AID) wegen schlechten Wetters am Zielflughafen Kairo nach Wadi Halfa (Sudan) aus. Aufgrund von Treibstoffmangel kam es fünf Kilometer westlich des dortigen Flughafens zu einer Bruchlandung. Alle 16 Insassen, sechs Besatzungsmitglieder und 11 Passagiere, überlebten den Totalschaden.[49]

- Am 8. Juli 1962 kam es zur Bruchlandung einer Vickers Viscount 812 der US-amerikanischen Continental Airlines (N243V) kurz nach dem Abheben vom Flughafen Amarillo (USA). Beim Einfahren des Fahrwerks lief dem Kapitän von oben Regenwasser auf den Ärmel seines Hemds, was ihn derart ablenkte, dass er das Flugzeug wieder zurück auf die Startbahn sinken ließ. Dabei schlugen die Propeller der beiden inneren Triebwerke (Nr. 2 und 3) auf dem Boden auf, Teile der sich zerlegenden Propeller beschädigten auch Triebwerk 4. In einem Weizenfeld 2100 Meter hinter dem Startbahnende wurde eine Notlandung mit eingefahrenem Fahrwerk durchgeführt. Das Flugzeug wurde irreparabel beschädigt. Alle 16 Insassen überlebten.[50]

- Am 19. November 1962 stürzte eine Viscount 828 der japanischen All Nippon Airways (JA8202) auf einem Trainingsflug in Nagoya ab. Als ein Steilkreis mit niedriger Geschwindigkeit geflogen wurde, trudelte die Maschine zu Boden. Alle vier Besatzungsmitglieder wurden dabei getötet.[51]

- Am 23. November 1962 kollidierte eine Viscount 745D der US-amerikanischen United Airlines (N7430) in einer Flughöhe von 6000 Fuß (etwa 1830 Meter) mit einem Schwarm Pfeifschwäne. Einer davon prallte auf die linke Höhenflosse, die daraufhin abbrach. Das Flugzeug stürzte bei Ellicott City (Maryland, USA) unkontrollierbar zu Boden. Alle 17 Insassen, 4 Besatzungsmitglieder und 13 Passagiere, kamen ums Leben.[52]

- Am 19. Dezember 1962 stürzte eine Viscount 804 S/N 395 der polnischen Polskie Linie Lotnicze LOT (SP-LVB) knapp 1,5 km vor der Landebahnschwelle des Warschauer Flughafens ab. Alle 33 Menschen an Bord kamen ums Leben (siehe auch LOT-Flug 248).

- Am 29. Januar 1963 stürzte eine Viscount 812 der US-amerikanischen Continental Airlines (N242V) während der Landung auf dem Flughafen Kansas City Municipal Airport ab, wobei alle 8 Insassen ums Leben kamen. Der Unfall wird auf eine unentdeckte Vereisung des Höhenleitwerks zurückgeführt, die zum Kontrollverlust führte (siehe auch Continental-Airlines-Flug 290).[53][54]

- Am 1. Februar 1963 kollidierte eine Viscount 754D der Middle East Airlines (MEA) (OD-ADE) mit einer von der türkischen Luftwaffe betriebenen Douglas DC-3/C-47A-80-DL (CBK-28) über der Stadt Ankara. Die Viscount befand sich im Anflug auf den Flughafen Ankara-Esenboğa. Die Flugzeuge stürzten in verschiedene Stadtgebiete, unter anderem in einen stark belebten Marktplatz. Neben allen an Bord der beiden Flugzeuge befindlichen 17 Personen (14 in der Viscount, 3 in der DC-63) starben 87 Menschen am Boden (siehe auch Middle-East-Airlines-Flug 265).[55][56]

- Am 14. April 1963 verunglückte eine Viscount 759D der Flugfélag Islands (TF-ISU), die zu diesem Zeitpunkt bereits international den Namen Icelandair verwendete. Das Flugzeug stürzte im Landeanflug sechs Kilometer vom Flughafen Oslo-Fornebu entfernt ab. Die Maschine befand sich auf dem Flug von Kopenhagen über Oslo und Bergen in Norwegen nach Reykjavík. Alle zwölf Insassen kamen ums Leben, davon acht Passagiere und vier Besatzungsmitglieder (siehe auch Flugunfall von Nesøya).[57]

- Am 12. August 1963 kollidierte eine aus Lille kommende Viscount 708 der französischen Air Inter (F-BGNV) im Anflug auf den Flughafen Lyon-Bron während eines Gewitters mit Bäumen. Das Flugzeug streifte ein Bauernhaus 24 Kilometer nördlich des Zielflughafens und stürzte schließlich in ein Feld. Von den 16 Insassen kamen 15 ums Leben, ebenso wie eine Person am Boden, lediglich ein Passagier überlebte.[58]

- Am 11. September 1963 ging eine Viscount 768D der Indian Airlines (VT-DIO) auf dem Flug von Nagpur nach Neu-Delhi aus ungeklärten Gründen in den Sturzflug über und stürzte 51 Kilometer südlich von Agra aus ungeklärten Gründen ab. Alle 18 Insassen, 5 Besatzungsmitglieder und 13 Passagiere, kamen ums Leben.[59]

- Am 23. Februar 1964 verunglückte eine Viscount 732 der ägyptischen United Arab Airlines (SU-AKX) bei der Landung auf dem Flughafen Beirut (Libanon). Starkregen und Abwinden trugen dazu bei, dass die Maschine sehr hart landete und wieder hochsprang. Der nächste harte Aufprall erfolgte auf dem rechten Hauptfahrwerk, woraufhin der rechte Hauptholm brach und die Tragfläche samt der Propeller Nummer 3 und 4 aufschlug. Das Flugzeug kam außerhalb der Landebahn zum Liegen und wurde irreparabel beschädigt. Alle 53 Insassen, fünf Besatzungsmitglieder und 48 Passagiere, überlebten.[60]

- Am 28. März 1964 wurde eine Viscount 785D der Alitalia (I-LAKE) auf dem Weg von Rom im Anflug auf den Flughafen Neapel in den Berg Monte Somma geflogen (CFIT, Controlled flight into terrain). Alle 45 Insassen wurden getötet.[61]

- Am 21. April 1964 brach unter einer Viscount 754D der libanesischen Middle East Airlines (OD-ACX) beim Rollen auf dem ägyptischen Flughafen El Arisch ein Teil des Rollwegs zusammen. Die Schäden an Rumpf, Propellern und Triebwerken waren irreparabel. Menschen kamen nicht zu Schaden.[62]

- Am 13. Juni 1964 fielen bei einer Viscount 757 der Air Canada (CF-THT) im Anflug auf den Flughafen Toronto-International (Kanada) beide linke Triebwerke aus. Das Flugzeug schlug gerade noch innerhalb der Flugplatzgrenze auf und wurde zerstört. Alle 44 Insassen, die drei Besatzungsmitglieder und 41 Passagiere, überlebten.[63]

- Am 9. Juli 1964 stürzte eine Viscount 745D der US-amerikanischen United Air Lines (N7405) während eines Feuers in der Kabine nahe Parottsville (Tennessee, USA) ab. Alle 39 Menschen an Bord starben. Eines der Opfer, ein Passagier, war im Flug drei Kilometer vor der Absturzstelle aus der Maschine abgesprungen (siehe auch United-Air-Lines-Flug 823).[64]

- Am 4. September 1964 wurde eine Viscount 701C der brasilianischen VASP (PP-SRR) 15 Kilometer südwestlich von Nova Friburgo (Brasilien) in den Berg Pico da Caledônia geflogen. Die Maschine war auf dem Weg von Vitória nach Rio de Janeiro, als sie in einer Höhe von nur 1950 Meter (6400 Fuß) mit dem Berg kollidierte, der sich etwa 90 Kilometer vor dem Zielort befindet. Sie befand sich 35 Kilometer rechts von der vorgeschriebenen Flugstrecke. Bei diesem CFIT (Controlled flight into terrain) wurden alle 39 Insassen getötet, 5 Besatzungsmitglieder und 34 Passagiere.[65]

- Am 15. Februar 1965 wurde eine Vickers Viscount 782D der Iran Air (EP-AHC) auf dem Flughafen von Isfahan (Iran) so hart gelandet, dass das linke Hauptfahrwerk zusammenbrach. Die Maschine geriet von der Landebahn ab und wurde irreparabel beschädigt. Alle Insassen überlebten.[66]

- Am 3. März 1965 geriet eine Vickers Viscount 701C der brasilianischen Viação Aérea São Paulo (VASP) (PP-SRQ) bei einem Trainingsflug auf dem Flughafen Rio de Janeiro-Galeao (Brasilien) von der Startbahn ab, als ein Triebwerksausfall simuliert wurde. Das Flugzeug wurde irreparabel beschädigt. Die vier Besatzungsmitglieder, die einzigen Insassen, überlebten.[67]

- Am 19. März 1965 brach an einer Vickers Viscount 773 der Iraqi Airways (YI-ACU) nach der Landung auf dem Flughafen Kairo (Ägypten) eine Hydraulikleitung, wodurch die Hydraulikflüssigkeit auslief und die Bremsen und Bugradsteuerung ausfielen. Die steuerlose Maschine kollidierte mit einer Reihe von Lampen und wurde irreparabel beschädigt. Alle Insassen blieben unverletzt.[68]

- Am 20. Juli 1965 verunglückte eine Viscount 701 der britischen Cambrian Airways (G-AMOL), die ohne Passagiere nach Liverpool überführt werden sollte. Während des Anflugs brach die Maschine abrupt nach rechts aus und drehte sich in Rückenlage. Das Flugzeug kollidierte etwa 550 Meter vor der Landebahn des Flughafens Liverpool-Speke (Vereinigtes Königreich) mit einem Fabrikgebäude. Bei dem Unfall kamen die beiden Insassen der Maschine sowie zwei Personen am Boden ums Leben.[69]

- Am 20. August 1965 geriet eine Viscount 804 der polnischen Polskie Linie Lotnicze LOT (SP-LVA) während eines Überführungsfluges von Lille nach Breslau in ein Gewitter, zerbrach und stürzte zwischen Jeuk und Sint-Truiden (Belgien) ab. Die vierköpfige Besatzung kam ums Leben.[70]

- Am 22. September 1966 stürzte eine  Viscount 832 der australischen Ansett Australia (VH-RMI) bei Winton (Australien) auf dem Flug nach Longreach ab, nachdem ein Triebwerk Feuer gefangen hatte und in der Folge eine Tragfläche abgebrochen war. Alle 24 Personen an Bord, 4 Besatzungsmitglieder und 20 Passagiere, starben bei diesem Unfall.[71]

- Am 21. Oktober 1966 kam eine Vickers Viscount 701 der brasilianischen Viação Aérea São Paulo (VASP) (PP-SRM) bei der Landung auf dem Flughafen Rio de Janeiro-Santos Dumont (Brasilien) von der nassen Landebahn ab und erst in den Felsbrocken eines Wellenbrechers zum Stillstand. Alle 30 Insassen überlebten. Das Flugzeug wurde irreparabel beschädigt.[72]

- Am 19. Januar 1967 wurde eine Vickers Viscount 745D der US-amerikanischen United Airlines (N7431) bei der Landung auf dem Norfolk Municipal Airport (USA) von einem Schneepflug gerammt, der auf die Landebahn gefahren war. Das Gefährt riss eine Tragfläche der Viscount ab und die Rumpfunterseite auf. Dadurch wurde das Flugzeug irreparabel beschädigt. Alle 50 Insassen, die vier Besatzungsmitglieder und 46 Passagiere, überlebten.[73]

- Am 13. März 1967 stürzte eine Viscount 818 der South African Airways (ZS-CVA) während des Landeanflugs auf den Flughafen East London bei schlechtem Wetter in den Indischen Ozean. Alle 25 Menschen an Bord starben. Die Ursache konnte nicht geklärt werden (siehe auch South-African-Airways-Flug 406).[74]

- Am 3. Mai 1967 stürzte eine Viscount 812 der britischen Channel Airways (G-AVJZ) unmittelbar nach dem Start vom Flughafen Southend ab. Die Besatzung befand sich auf einem Testflug für die Lufttüchtigkeit des Flugzeugs und hatte zuvor den Propeller eines Triebwerks in Segelstellung gebracht. Bei dem Absturz wurden zwei Personen am Boden getötet. Die drei Piloten überlebten.[75]

- Am 22. Juni 1967 verunglückte eine Viscount 803 der irischen Aer Lingus (EI-AOF) während eines Pilotentrainings 15 km nordwestlich des Flughafens Dublin. Die Maschine stürzte, vermutlich aufgrund eines Strömungsabrisses, aus geringer Höhe ab. Alle drei Piloten an Bord kamen ums Leben.[76]

- Am 30. Juni 1967 wurde eine geparkte Vickers Viscount 760D der Aden Airways (VR-AAV) auf dem Flughafen Aden (Südarabische Föderation) durch eine terroristische Bombenexplosion zerstört. Personen kamen nicht zu Schaden.[77]

- Am 21. September 1967 verunglückte eine weitere Viscount 808 der irischen Aer Lingus (EI-AKK) bei der Landung auf dem Flughafen Bristol-Lulsgate (Vereinigtes Königreich). Das rechte Tragflächenende und der Propeller des Triebwerks Nr. 4 schlugen auf der Landebahn auf, woraufhin der Kapitän einen Durchstartversuch einleitete. Als er Hindernisse voraus bemerkte, brach er diesen Versuch wieder ab und fuhr das Fahrwerk ein, woraufhin das Flugzeug auf dem Bauch bis zu einem Zaun rutschte. Alle 21 Insassen, die vier Besatzungsmitglieder und 17 Passagiere, überlebten. Das Flugzeug wurde irreparabel beschädigt.[78]

- Am 28. November 1967 zerlegte sich bei einer Vickers Viscount 745D der US-amerikanischen United Airlines (N7465) während der Landung auf dem Raleigh-Durham International Airport (USA) ein Ventil der Bugradsteuerung durch einen Ermüdungsbruch. Die daraus resultierenden starken Schwingungen führten zum Zusammenbrechen des Bugfahrwerks. Alle 43 Insassen, die vier Besatzungsmitglieder und 39 Passagiere, überlebten. Das Flugzeug wurde irreparabel beschädigt.[79]

- Am 8. Dezember 1967 trat an einer Vickers Viscount 742D der brasilianischen Luftstreitkräfte (FAB 2100) eine Störung der Fahrwerksbetätigung auf, woraufhin eine Notlandung auf dem Flughafen Rio de Janeiro-Santos Dumont (Brasilien) durchgeführt wurde. Die rechte Tragfläche schleifte auf der Landebahn entlang und fing Feuer. Alle 18 Insassen überlebten, darunter der damalige Militärdiktator Arthur da Costa e Silva. Das Flugzeug wurde irreparabel beschädigt.[80][81]

- Am 11. Dezember 1967, nur zwei Wochen nach dem Verlust einer anderen Viscount bei der US-amerikanischen United Airlines, überrollte eine Vickers Viscount 745D der United Airlines (N7429) bei der Landung auf dem Akron-Canton Regional Airport (Ohio, USA) das Landebahnende und rutschte einen sechs Meter tiefen Abhang hinunter. Das Flugzeug wurde irreparabel beschädigt. Alle 18 Insassen überlebten den Unfall.[82]

- Am 24. März 1968 stürzte eine Viscount 800 der Aer Lingus (EI-AOM) auf dem Flug von Cork nach London 3,1 km nordöstlich der irischen Insel Tuskar Rock ins Meer. Die Absturzursache konnte nie geklärt werden. Alle 61 Insassen, 57 Passagiere und 4 Besatzungsmitglieder, kamen dabei ums Leben (siehe auch Aer-Lingus-Flug 712).[83]

- Am 4. Mai 1968 überrollte eine Viscount 812 der britischen Channel Airways (G-APPU) auf dem Flughafen Southend das Ende der Landebahn und kollidierte mit einem Erdwall. Die Maschine war mit zu hoher Geschwindigkeit aufgesetzt worden, außerdem hatte der Kapitän die Parkbremse betätigt. Dies führte zum Verlassen der Landebahn und zu einer Kollision mit einem Erdwall. Das Flugzeug wurde irreparabel beschädigt. Alle 83 Insassen, die vier Besatzungsmitglieder und 79 Passagiere, überlebten den Unfall. Das Flugzeug wurde als Totalverlust abgeschrieben.[84]

- Am 9. August 1968 zerbrach die Viscount 739A S/N 394 der British Eagle International Airlines (G-ATFN) in der Luft aufgrund von Strukturüberlastung nach Ausfall der Bordelektrik und stürzte auf die Autobahn A9 bei Langenbruck, Landkreis Pfaffenhofen. Alle 48 Menschen an Bord kamen ums Leben (siehe auch British-Eagle-Flug 802).[85]

- Am 15. September 1968 verunglückte eine  Viscount 827 der brasilianischen VASP (PP-SRE) auf einem Trainingsflug 7,5 Kilometer vom Flughafen São Paulo-Congonhas (Brasilien) entfernt. Es wurden Starts und Landungen mit Touch-and-Go sowie dem simulierten Ausfall von einem und zwei Triebwerken geübt. Die beiden Piloten, die einzigen Insassen, kamen ums Leben, ebenso wie eine Person am Boden.[86]

- Am 28. Dezember 1968 landeten israelische Kommandotruppen auf dem Flughafen Beirut (Libanon) und sprengten 14 Flugzeuge, darunter auch eine Vickers Viscount 754D der libanesischen Middle East Airlines (OD-ACT) als Vergeltung für einen palästinensischen Angriff auf ein israelisches Flugzeug am 26. Dezember 1968 in Athen. Personen befanden sich nicht an Bord.[87]

- Am 31. Dezember 1968 zerbrach eine von der australischen Ansett ANA geleaste  Viscount 720 der australischen MacRobertson Miller Airlines (VH-RMQ) in der Luft. Die Maschine stürzte nach dem Abbruch der rechten Tragfläche, bedingt durch eine fehlerhafte Reparatur, 52 Kilometer südlich des Flughafens von Port Hedland (Australien) in den Urwald. Alle 26 Insassen, 22 Passagiere sowie 4 Besatzungsmitglieder, kamen ums Leben. Die Trans Australia hatte die Maschine ursprünglich gekauft.[88]

- Am 2. Februar 1969 wurde mit einer Viscount 794D der Türk Hava Yollari – THY (TC-SET) beim Landeanflug auf den Flughafen Ankara-Esenboğa zu tief angeflogen; sie kollidierte mit einem Strommast, stürzte ab und fing Feuer. Alle 26 Insassen überlebten den Unfall.[89]

- Am 20. Februar 1969 wurde eine Viscount 736 der British Midland Airways (G-AODG) auf dem Flughafen East Midlands (Vereinigtes Königreich) so hart gelandet, dass das Bugfahrwerk brach und der Rumpf aufriss. Durch diese Landung bei Schneefall wurde das Flugzeug irreparabel beschädigt. Alle 53 Insassen, fünf Besatzungsmitglieder und 48 Passagiere, überlebten.[90]

- Am 20. März 1969, nur vier Wochen später, stürzte eine Viscount 815 der British Midland Airways (G-AVJA) am Flughafen Manchester (Vereinigtes Königreich) ab. Die Maschine war auf einem Überführungsflug nach Edinburgh, wobei kurz nach dem Abheben das Triebwerk 4 (rechts außen) zu Trainingszwecken abgestellt wurde. Das Flugzeug drehte sich scharf nach rechts, die Kontrolle ging verloren und es stürzte in Rückenlage zu Boden. Von den vier Insassen wurden 3 getötet.[91]

- Am 7. April 1969 brach kurz nach dem Start einer Vickers Viscount 757 der Air Canada (CF-THK) vom Flughafen Sept-Îles ein Feuer im linken Hauptfahrwerksschacht aus. Den Piloten gelang es, mit der Maschine zum Flughafen zurückzufliegen, jedoch ließ sich wegen des Feuers das Triebwerk Nr. 1 nicht abstellen und die Bremsen des linken Hauptfahrwerks versagten. Die Evakuierung wurde vorgenommen, während die Maschine rechts herum im Kreis rollte. Bei der Evakuierung stürzte eine Passagierin, wurde von der Maschine überrollt und kam ums Leben. Die übrigen 20 Insassen der Maschine überlebten den Zwischenfall (siehe auch Flugunfall einer Vickers Viscount der Air Canada bei Sept-Îles).[92]

- Am 27. Juni 1969 versagte an einer Viscount 754D der US-amerikanischen Aloha Airlines (N7410) während des Rollens auf dem Flughafen Honolulu zum Start das Hydrauliksystem für Bremsen und Bugradsteuerung. Daraufhin kollidierte sie mit einer geparkten Douglas DC-9-31 (N906H) der Hawaiian Airlines. Die Viscount wurde irreparabel beschädigt, die DC-9 konnte repariert werden. Hauptursache waren Wartungsfehler.[93]

- Am 26. Oktober 1969 verunglückte eine Viscount 833 der israelischen Arkia (4X-AVC) bei der Landung während eines nächtlichen Trainingsfluges auf dem Flughafen Tel Aviv-Lod. Alle drei Piloten an Bord überlebten den Totalschaden.[94]

- Am 22. Dezember 1969 verunglückte eine Viscount 815 der luxemburgischen Luxair (LX-LGC) bei der Landung auf dem Flughafen Luxemburg. Die aus Frankfurt kommende Maschine geriet von der rutschigen Landebahn ab, woraufhin das Bugfahrwerk zusammenbrach und das Flugzeug irreparabel beschädigt wurde. Alle Insassen überlebten.[95]

## 1970er-Jahre
- Am 19. Januar 1970 wurde eine Vickers Viscount 701 der britischen Cambrian Airways (Luftfahrzeugkennzeichen G-AMOA) bei einer harten Landung auf dem Flughafen Bristol-Lulsgate (Vereinigtes Königreich) irreparabel beschädigt. Alle 63 Insassen, die vier Besatzungsmitglieder und 59 Passagiere, überlebten.[96]

- Am 22. Januar 1970 fing das Triebwerk 4 (rechts außen) einer Vickers Viscount 814 der British Midland Airways (G-AWXI) kurz nach dem Abheben vom Flughafen London Heathrow (Vereinigtes Königreich) Feuer. Bei der Notlandung während der sofortigen Rückkehr zum Startflughafen überlebten alle 38 Insassen, die vier Besatzungsmitglieder und 34 Passagiere. Das Flugzeug wurde jedoch irreparabel beschädigt. Es handelte sich um die ehemalige D-ANOL der Lufthansa (1958–1969).[97]

- Am 6. Mai 1970 brach ein Feuer unter dem Kabinenboden einer Viscount 785D der Somali Airlines (6O-AAJ) aus, die sich im Endanflug auf den Flughafen Mogadischu befand. Trotz des Ausfalls der Steuerung gelang es der Besatzung, die Maschine abzufangen und hart auf die Landebahn zu setzen. Dabei brach das Bugfahrwerk und die Maschine rutschte mit der Nase auf dem Boden noch etwas 900 Meter weit. Das Flugzeug brannte nach der Landung vollständig aus. Von den 30 Insassen kamen 5 Passagiere ums Leben, die anderen 25 Personen überlebten (siehe auch Flugunfall der Somali Airlines 1970).[98]

- Am 3. Juni 1970 überrollte eine Viscount 745D der ecuadorianischen SAETA (Luftfahrzeugkennzeichen HC-ART) bei der Landung auf dem Flughafen Cuenca (Ecuador) das Landebahnende und wurde irreparabel beschädigt. Personen kamen nicht zu Schaden.[99]

- Am 25. Januar 1971 wurde eine Viscount 749 der Linea Aeropostal Venezolana (LAV) (YV-C-AMV) sieben Minuten nach dem Start vom Flughafen Merida (Venezuela) 16 Kilometer entfernt bei Paramo Los Conejos in Bäume geflogen und machte eine Bruchlandung in einer bewaldeten Bergflanke. Dabei wurden 13 der 47 Insassen, 1 Besatzungsmitglied und 12 Passagiere, getötet.[100]

- Am 8. August 1971 geriet eine Vickers Viscount 745D der US-amerikanischen Aloha Airlines (N7415) nach der Landung auf dem Flughafen Honolulu (USA) in Brand.  Alle 22 Insassen wurden evakuiert und überlebten. Auslöser war ein Kurzschluss in der Flugzeugbatterie. Das Flugzeug wurde zerstört.[101]

- Am 9. August 1971 überrollte eine Viscount 768D der Indian Airlines (VT-DIX) bei der Landung auf dem Flughafen von Jaipur (Indien) das Landebahnende und wurde irreparabel beschädigt. Es war bereits der dritte Landeversuch; das Flugzeug hatte mit Rückenwind auf der nassen Bahn spät aufgesetzt. Alle 27 Insassen, vier Besatzungsmitglieder und 23 Passagiere, überlebten.[102]

- Am 1. November 1971 stürzte eine  Viscount 749 der Linea Aeropostal Venezolana (LAV) (YV-C-AMZ) kurz nach dem Abheben vom Flughafen Maracaibo (Venezuela) ab, möglicherweise aufgrund von Problemen mit der Steuerung. Dabei kamen alle 4 Besatzungsmitglieder, die einzigen Insassen, ums Leben.[103]

- Am 10. November 1971 stürzte eine Viscount 828 der indonesischen Merpati Nusantara Airlines (PK-MVS) im Anflug auf den Flughafen Padang-Tabing (Provinz Sumatra Barat) südlich der Stadt ins Meer. Die Ursache konnte nicht geklärt werden. Alle 69 Menschen an Bord (7 Besatzungsmitglieder und 62 Passagiere) kamen ums Leben, was die zweithöchste Zahl von Todesopfern bei Unfällen der Viscount darstellt.[104]

- Am 28. Dezember 1971 wurde in einer Viscount 708 der französischen Air Inter (F-BOEA) beim Start zu einem Trainingsflug vom Flughafen Clermont-Ferrand der Ausfall des Triebwerks Nummer 4 (rechts außen) simuliert. Es kam zum Kontrollverlust, die Maschine geriet von der Startbahn ab und wurde irreparabel beschädigt. Die beiden Piloten (einzige Insassen) überlebten den Unfall.[105]

- Am 21. Januar 1972 stürzte eine Viscount 837 der kolumbianischen Lineas Aereas La Urraca (HK-1347) kurz nach dem Start vom Flughafen Bogotá (Kolumbien) etwa drei Kilometer entfernt ab. Das Flugzeug war in ein Gewitter geraten. Alle 20 Insassen, fünf Besatzungsmitglieder und 15 Passagiere, kamen ums Leben.[106]

- Am 28. Januar 1972 wurde die als letzte verkaufte Viscount 814 der Lufthansa (D-ANEF) zum Flughafen Bournemouth (Vereinigtes Königreich) überführt. Offizieller Besitzer war schon die britische Wartungs- und Flugzeughandelsfirma Airwork. Das Flugzeug setzte mit hoher Sinkgeschwindigkeit kurz vor der Landebahn auf, das Fahrwerk brach zusammen und die Maschine rutschte noch 30 Meter auf dem Bauch die Landebahn entlang. Beide Piloten, die einzigen Insassen, überlebten unverletzt. Das Flugzeug wurde irreparabel beschädigt.[107]

- Am 24. August 1972 geriet eine Viscount 761D der Union of Burma Airways (XY-ADF) bei der Landung auf dem Flughafen von Sittwe (Birma) seitlich von der Landebahn ab. Die Maschine rutschte 380 Meter mit zusammengebrochenem Fahrwerk, bis sie zum Stillstand kam. Das Flugzeug wurde irreparabel beschädigt. Alle 43 Insassen überlebten.[108]

- Am 27. Oktober 1972 kollidierte eine Viscount 724 der Air Inter (F-BMCH) auf dem Flug von Lyon-Bron nach Clermont-Ferrand mit dem Berg Pic du Picon, etwa 44 Kilometer östlich des Zielflughafens. Wahrscheinlich aufgrund von Fehlanzeigen im Radiokompass (ADF) infolge atmosphärisch bedingter elektrischer Entladungen war es zum Orientierungsverlust der Piloten und zum Flug in den Berg gekommen. Von den 68 Insassen wurden 60 getötet, lediglich 8 Passagiere überlebten.[109]

- Am 19. Januar 1973 wurde eine Viscount 802 der British European Airways (BEA) (G-AOHI) auf einem Testflug vom Flughafen Glasgow aus in den knapp 1200 Meter hohen Gipfel des Ben More geflogen, rund 60 Kilometer nördlich von Glasgow. Alle vier Insassen, zwei Crewmitglieder und zwei Passagiere, wurden getötet.[110]

- Am 17. April 1973 machte eine Viscount 735 der Iraqi Airways (YI-ACL) eine Bauchlandung auf dem Flughafen Mossul, nachdem der gesamte Treibstoff verbraucht war. Alle 33 Insassen überlebten den Unfall; die Maschine wurde irreparabel beschädigt.[111]

- Am 15. Mai 1973 geriet eine Viscount 827 der brasilianischen VASP (PP-SRD) bei der Landung auf dem Flughafen Salvador (Brasilien) unmittelbar nach dem Aufsetzen in Starkregen von der Landebahn ab. Das Fahrwerk brach zusammen, am Flugzeug entstand Totalschaden. Alle Insassen überlebten den Unfall.[112]

- Am 7. Juni 1973 wurde eine Viscount 785D der kolumbianischen Aerolineas TAO (HK-1061) auf dem Flughafen Bogotá (Kolumbien) irreparabel beschädigt. Alle Insassen überlebten.[113]

- Am 8. Juni 1974 stürzte eine aus Bucaramanga kommende Viscount 785D der kolumbianischen Aerolineas TAO (HK-1058) bei San Cayetano, 13 Kilometer südwestlich des Zielflughafens Cúcuta (Kolumbien) ab. Während des Sinkflugs brach das gesamte linke Höhenleitwerk ab, was zum Kontrollverlust und Absturz mit einem Neigungswinkel von 60° führte. Das Abbrechen war durch einen Ermüdungsbruch am Anschluss der Höhenflosse am Rumpf ausgelöst worden. Alle 44 Insassen, sechs Besatzungsmitglieder und 38 Passagiere, wurden getötet.[114][115]

- Am 14. August 1974 wurde eine Viscount 749 der Linea Aeropostal Venezolana (LAV) (YV-C-AMX) im Anflug auf den Flughafen Porlamar (Venezuela) in den 5 Kilometer entfernten Hügel Cerro Piache geflogen. Bei diesem CFIT (Controlled flight into terrain) wurden alle 48 Insassen, 4 Besatzungsmitglieder und 44 Passagiere, getötet.[116]

- Am 1. Februar 1975 überrollte eine Viscount 806 der indonesischen Mandala Airlines (PK-RVM) auf dem Flughafen Taipeh-Songshan das Landebahnende und kam erst in einem Reisfeld zum Stillstand. Alle Insassen überlebten den Unfall. Das Flugzeug wurde irreparabel beschädigt.[117]

- Im März 1975 (genaues Datum unbekannt) verunglückte eine Viscount 806 der Royal Air Lao (XW-TDN) beim Startversuch auf dem Flughafen Phnom Penh-Pochentong (Kambodscha). Ein Mensch ohne Pilotenlizenz hatte versucht, mit der Viscount zu starten. Alle 4 Insassen wurden getötet.[118]

- Am 11. Mai 1975 geriet eine Vickers Viscount 769D der uruguayischen PLUNA (CX-AQO) bei der Landung auf dem Flughafen Buenos Aires-Jorge Newbery (Argentinien) von der Landebahn ab und geriet in schlammigen Untergrund. Alle 57 Insassen, die fünf Besatzungsmitglieder und 52 Passagiere, überlebten den Unfall. Das Flugzeug wurde allerdings irreparabel beschädigt.[119][120]

- Am 31. Juli 1975 verunglückte eine Viscount 837 der taiwanesischen Far Eastern Air Transport (FEAT) (B-2029) bei der Landung auf dem Flughafen Taipeh-Songshan (Taiwan). Bei der vom Flughafen Hualien kommenden Maschine kam es in einem Starkregenfeld zu einem Strömungsabriss; das Flugzeug stürzte auf die Landebahn. Von den 75 Insassen starben 27, es überlebten 48.[121]

- Am 7. Januar 1976 überrollte eine Viscount 806 der Mandala Airlines (PK-RVK) am Flughafen Manado das Ende der nassen Landebahn um 180 Meter und wurde irreparabel beschädigt. Alle 16 Insassen überlebten den Unfall.[122]

- Am 15. August 1976 verschwand eine Viscount 785D der ecuadorianischen SAETA (HC-ARS) mit 59 Menschen an Bord auf ihrem Flug von Quito nach Cuenca. Die Maschine war in 5500 Meter Höhe in die Ostflanke des 6263 Meter hohen Vulkans Chimborazo geflogen worden. Erst am 17. Oktober 2002, nach 26 Jahren, fanden Bergsteiger auf einer selten begangenen Route Überreste von Menschen und der Maschine. Bei diesem CFIT (Controlled flight into terrain) wurden alle 59 Insassen getötet, 4 Besatzungsmitglieder und 55 Passagiere (siehe auch SAETA-Flug 232).[123]

- Am 15. Januar 1977 stürzte eine durch die schwedische Linjeflyg von der ebenfalls schwedischen Skyline gemietete Viscount 838 (SE-FOZ) beim Anflug auf Stockholm/Bromma auf einen Parkplatz in Kälvesta, einem Vorort von Stockholm. Alle 22 Personen an Bord kamen ums Leben. Einige Autos wurden zerstört und an einigen Wohnhäusern entstanden Brandschäden durch das brennende Flugzeug. Der Unfall wurde durch eine Vereisung der Höhenflosse ausgelöst, die dazu führte, dass das Flugzeug beim Ausfahren der Landeklappen in die Endstellung unsteuerbar wurde. Die schwedischen Piloten waren nicht darüber informiert, dass der Flugzeugtyp für diese Form der Vereisung anfällig war, die in Nordeuropa im Winter des Öfteren vorkommt (siehe auch Linjeflyg-Flug 618).[124]

- Am 4. September 1977 wurde eine Viscount 764D der SAN Ecuador (HC-BCL) etwa 40 Kilometer nördlich des Zielflughafens Cuenca (Ecuador) in die Berge geflogen. Das Flugzeug war nach Sichtflugregeln unterwegs, wurde aber trotzdem in Wolken geflogen. Bei diesem CFIT (Controlled flight into terrain) wurden alle 33 Insassen, vier Besatzungsmitglieder und 29 Passagiere, getötet.[125]

- Am 14. Dezember 1977 wurde eine Vickers Viscount 817 der kolumbianischen TAC Colombia (HK-1267) bei der Landung auf dem Flughafen Bucaramanga-Palonegro (Kolumbien) irreparabel beschädigt. Nach einem sehr harten Aufsetzen sprang das Flugzeug wieder hoch und setzte auf dem letzten Drittel der Landebahn erneut auf. Der Kapitän führte einen sehr heftigen Ringelpiez durch. Dabei brachen das Bugfahrwerk und das linke Hauptfahrwerk zusammen; das Flugzeug kam zum Stillstand, wobei die linke Tragfläche sowie die Propeller und Motoren Nr. 1 und Nr. 2 (links außen und innen) beschädigt wurden. Personen kamen nicht zu Schaden.[126]

- Am 29. Dezember 1977 wurde erneut eine Viscount 764D der SAN Ecuador (HC-BEM) in der Nähe des Zielflughafens Cuenca (Ecuador) in einen Hügel geflogen. Bei diesem weiteren CFIT (Controlled flight into terrain) der SAN Ecuador innerhalb von drei Monaten wurden alle 24 Insassen, vier Besatzungsmitglieder und 20 Passagiere getötet. Auch hierbei war das Flugzeug wieder nach Sichtflugregeln unterwegs, wurde aber trotzdem in Wolken geflogen.[127]

- Am 10. Juni 1978 brach bei einer Vickers Viscount 814 der ghanaischen West African Air Cargo (9G-ACL) bei der Landung auf dem Flughafen Monrovia-Spriggs Payne (Liberia) das Bugfahrwerk zusammen und das Flugzeug streifte ein Gebäude. Das Flugzeug, die ehemalige D-ANUR der Lufthansa (1959–1972), wurde irreparabel beschädigt. Alle vier Besatzungsmitglieder, die einzigen Insassen auf dem Frachtflug, überlebten.[128][129]

- Am 3. September 1978 wurde eine Viscount 782D der Air Rhodesia (VP-WAS) nach dem Start vom Flughafen Kariba (Rhodesien) von Joshua Nkomo's Terroristengruppe ZIPRA mit einer Flugabwehrrakete abgeschossen. Die Maschine befand sich auf dem Flug zum Flughafen Salisbury. Sie wurde an der rechten Tragfläche getroffen. Die Piloten führten eine Außenlandung in einer großen Lichtung der Buschlandschaft durch. Dabei rutschte das Flugzeug über einen Bewässerungsdamm, machte einen Ringelpiez, brach auseinander und fing Feuer. Dabei wurden 38 Insassen getötet. Danach ermordeten die Terroristen die 10 Überlebenden, die sie noch am Wrack antrafen. Nur acht Passagiere kamen mit dem Leben davon. Insgesamt wurden 48 Menschen getötet (siehe auch Air-Rhodesia-Flug 825).[130]

- Am 12. Februar 1979 wurde erneut eine Vickers Viscount 748D der Air Rhodesia (VP-YND) nach dem Start vom Flughafen Kariba (Rhodesien) von Joshua Nkomo's Terroristengruppe ZIPRA mit einer Flugabwehrrakete abgeschossen. Die Maschine befand sich auf dem Flug zum Flughafen Salisbury. Sie wurde am Triebwerk 2 (links innen) getroffen, fing Feuer und stürzte unkontrollierbar ab. Alle 59 Insassen, 5 Besatzungsmitglieder und 54 Passagiere, wurden getötet (siehe auch Air-Rhodesia-Flug 827).[131]

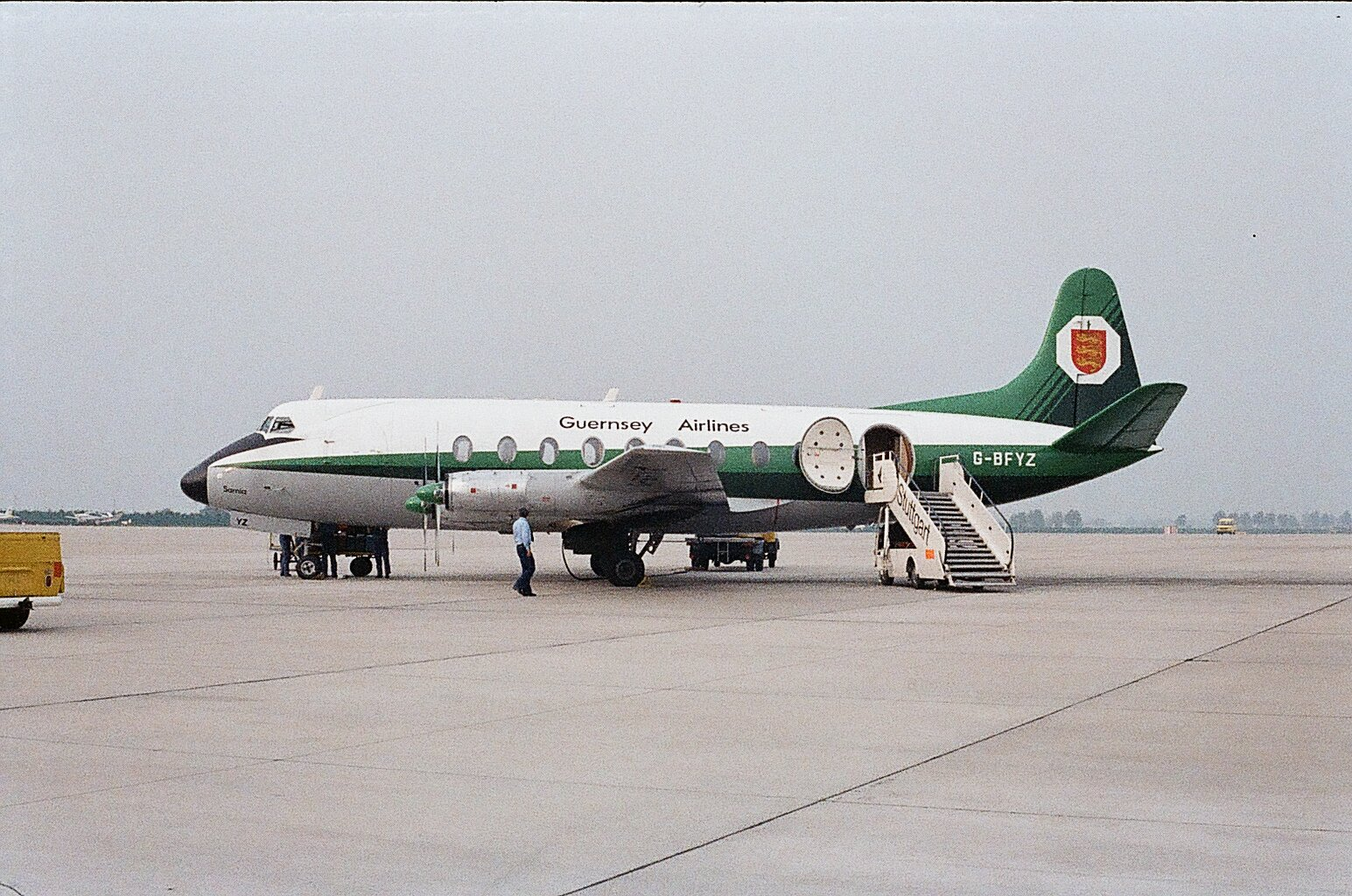
Die am 25. Oktober 1979 in Kirkwall verunglückte Viscount G-BGYZ der Guernsey Airlines, Stuttgart, im Mai 1979

- Am 23. April 1979 wurde eine Viscount 785D der ecuadorianischen SAETA (HC-AVP) in der Provinz Pastaza (Ecuador) ins Gebirge geflogen. Das Flugzeug war auf dem Weg von Quito nach Cuenca gewesen. Das Wrack der Maschine wurde erst fünf Jahre später (1984) in 5500 Meter Höhe aufgefunden, 25 nautische Meilen (46 Kilometer) von der vorgeschriebenen Flugstrecke entfernt. Alle 57 Insassen, 5 Besatzungsmitglieder und 52 Passagiere, wurden bei diesem CFIT (Controlled flight into terrain) getötet.[132]

- Am 25. Oktober 1979 schlug eine Viscount 735 der britischen Guernsey Airlines (G-BFYZ) bei der Landung auf dem Flughafen Kirkwall (Vereinigtes Königreich) mit dem rechten äußeren Propeller auf der Landebahn auf. Bei schlechtem Wetter und böigem Seitenwind geriet die Maschine nach rechts von der Landebahn ab, das Bugfahrwerk brach zusammen und das Flugzeug wurde irreparabel beschädigt. Alle 51 Insassen, die vier Besatzungsmitglieder und 47 Passagiere, überlebten.[133][134]

## 1980er-Jahre
- Am 14. Juli 1980 verunglückte eine Vickers Viscount 745D der ecuadorianischen Aerolineas Condor (Luftfahrzeugkennzeichen HC-BHB) bei der Landung auf dem Flughafen Catamayo (Ecuador). Die Maschine wurde drei Meter vor dem Landebahnbeginn aufgesetzt, woraufhin das rechte Hauptfahrwerk zusammenbrach. Kurz danach schlugen die beiden rechten Propeller Nr. 3 und 4 auf der Bahn auf. Die Sicht der Piloten war durch Rauch behindert, der durch das Abbrennen von Zuckerrohrabfall erzeugt wurde. Die beiden Piloten, die einzigen Insassen, überlebten die Bruchlandung. Das Flugzeug wurde irreparabel beschädigt.[135][136]

- Am 17. Juli 1980 fielen bei einer Vickers Viscount 708 der britischen Alidair (G-ARBY) im Anflug auf den Flughafen Exeter (Vereinigtes Königreich) kurz nacheinander alle vier Triebwerke aus. Aufgrund schon seit längerer Zeit fehlerhafter Tankanzeigen sowie mangelhafter Tankwagen am Abflugort Flughafen Santander (Spanien) war wesentlich weniger Treibstoff vorhanden gewesen als berechnet. Es gelang dem Kapitän, eine Bruchlandung mit stehenden Triebwerken in offenem Gelände durchzuführen, neun Kilometer vor der Landebahn. Alle 62 Insassen, die vier Besatzungsmitglieder und 58 Passagiere, überlebten. Das 27 Jahre alte Flugzeug wurde zerstört.[137][138]

- Am 26. August 1980 stürzte eine Viscount 812 der Bouraq Indonesia Airlines (PK-IVS) nach vollständigem Kontrollverlust etwa 26 Kilometer nordöstlich des Zielflughafens Jakarta-Kemayoran ab. Die Maschine war von der taiwanesischen Far Eastern Air Transport gemietet. Ursache war das Abbrechen des rechten Höhenruders, ausgelöst durch den Bruch des Zentrierzapfen des rechten Flettner-Ruders. Dieser hatte seine zulässige Flugstundengrenze von 12.000 Stunden um 21.000 Stunden, also fast das Doppelte, überschritten. Alle 37 Insassen (6 Besatzungsmitglieder und 31 Passagiere) wurden aufgrund dieses Wartungsfehlers getötet (siehe auch Flugunfall der Bouraq Indonesia Airlines 1980).[139]

- Am 28. August 1980 wurde eine Vickers Viscount 768D der indischen Huns Air (VT-DJC) bei der Landung auf dem Flughafen Vijayawada (Indien) zu spät und unzureichend abgefangen. Das Flugzeug sprang dreimal wieder hoch, bis schließlich das Bugfahrwerk zusammenbrach und die Maschine nach rechts die Landebahn verließ. Alle 29 Insassen, die fünf Besatzungsmitglieder und 24 Passagiere, überlebten. Das Flugzeug wurde irreparabel beschädigt.[140]

- Am 1. Mai 1981 geriet eine Vickers Viscount 832 der indonesischen Mandala Airlines (PK-RVN) bei der Landung auf dem Flughafen Semarang (Indonesien) von der Landebahn ab. Das Bugfahrwerk und rechte Hauptfahrwerk brachen zusammen, wobei das Flugzeug irreparabel beschädigt wurde. Alle 44 Insassen, vier Besatzungsmitglieder und 40 Passagiere, überlebten.[141]

- Am 18. August 1981 wurde eine Vickers Viscount 745D der US-amerikanischen Airgo Air Freight (N7407) auf dem Flugplatz Georgetown zerstört. Personen kamen nicht zu Schaden.[142]

- Am 26. August 1981 wurde eine Vickers Viscount 745D der Aeropesca Colombia (HK-1320) in den Berg Santa Elena geflogen, etwa 48 Kilometer nördlich von Florencia (Kolumbien). Die Maschine war auf dem Weg vom Flughafen Florencia nach Neiva. Alle 50 Insassen, 6 Besatzungsmitglieder und 44 Passagiere, wurden bei diesem CFIT (Controlled flight into terrain) getötet.[143]

- Am 26. März 1982 wurde eine Viscount 745D der Aeropesca Colombia (HK-2382) in 2350 Meter Höhe nahe Quétame (Kolumbien) in einen Berg geflogen. Die Maschine war auf dem Flug von Villavicencio nach Bogota. Alle 50 Insassen, 6 Besatzungsmitglieder und 44 Passagiere, wurden bei diesem CFIT (Controlled flight into terrain) getötet.[144]

- Am 8. Oktober 1982 geriet eine Viscount 828 der SAN Ecuador (HC-ATV) bei der Landung auf dem Flughafen Cuenca (Ecuador) von der Landebahn ab. Dabei brach das rechte Hauptfahrwerk im weichen Boden ein, die gesamte rechte Flugzeugseite wurde schwer beschädigt. Alle Insassen überlebten. Das Flugzeug wurde irreparabel beschädigt.[145]

- Im Juli 1984 (genaues Datum unbekannt) wurde eine Vickers Viscount 756D der Air Zimbabwe (Z-YNI) bei der Wartung auf dem Flughafen Harare International (Zimbabwe) irreparabel beschädigt, als versehentlich das Bugfahrwerk eingefahren wurde. Personen kamen nicht zu Schaden.[146][147]

- Am 28. August 1984 stürzte eine Vickers Viscount 757 der kongolesischen Zaire Aero Service (9Q-CPD) nach dem Start vom Flughafen Kinshasa-Ndjili (Zaire) in einen Sumpf. Alle Insassen überlebten.[148]

- Am 13. Januar 1985 kam es mit einer Vickers Viscount 806 der indonesischen Mandala Airlines (PK-RVT) auf dem Flughafen Yogyakarta zu einer Bauchlandung. Alle 49 Insassen überlebten.[149]

- Am 19. Oktober 1985 wurde eine Vickers Viscount 835 der Ray Charles Enterprises (N923RC) auf dem Monroe County Airport (Indiana), (USA), erst nach einem Drittel der Landebahn sehr hart aufgesetzt. Die Maschine rutschte von der Bahn und einen Abhang hinunter. Das Flugzeug wurde irreparabel beschädigt. Alle 28 Insassen überlebten.[150]

- Im Jahr 1988 (genaues Datum unbekannt) verunglückte eine Vickers Viscount 757 der kongolesischen Filair (9Q-CTS) bei der Landung auf dem Flughafen von Tshikapa (Zaire). Alle Insassen überlebten. Das Flugzeug wurde irreparabel beschädigt.[151][152]

- Am 11. Januar 1988 wurde eine geparkte Viscount 806 der British Air Ferries (BAF) (G-APIM) auf dem Flughafen Southend (Vereinigtes Königreich) von der Short 330 G-BHWT der ebenfalls britischen Fairflight Charters gerammt, die gerade zur Startbahn rollte, als ihre Bugradsteuerung ausfiel. Dieses Flugzeug hatte schon länger Probleme mit dem Hydrauliksystem und war außerdem lange Zeit ohne jede Wartung im Freien geparkt gewesen. Alle Insassen beider Maschinen blieben unverletzt, allerdings wurden auch beide Flugzeuge irreparabel beschädigt.[153][154]

- Am 18. Juni 1988 fiel kurz vor der Landung einer Viscount 828 der indonesischen Merpati Nusantara Airlines (PK-MVG) am Flughafen Medan-Polonia die Hydraulik aus. Das kaum noch steuerbare Flugzeug rollte rechts von der Landebahn herunter und wurde schwer beschädigt. Alle 48 Insassen überlebten den Unfall. Nach einem Überführungsflug nach Jakarta-Cengkareng wurde ein wirtschaftlicher Totalschaden festgestellt.[155]

- Am 4. Juli 1988 landete eine Viscount 843 der indonesischen Bouraq Indonesia Airlines (PK-IVW) mit Rückenwind auf der nassen Landebahn am Flughafen Balikpapan. Nach dem Aufsetzen brachen das Bug- und rechte Hauptfahrwerk zusammen. Die Maschine wurde irreparabel beschädigt. Alle 76 Insassen überlebten den Unfall.[156]

- Am 23. November 1988 verunglückte eine Viscount 807 der britischen Gibraltar Airways (G-BBVH) bei der Landung auf dem Flughafen Tanger (Marokko). Die vom nur 70 Kilometer entfernten Flughafen Gibraltar kommende Maschine rutschte nach dem Aufsetzen nach links von der Landebahn und über einen flachen Kanal, wobei sie irreparabel beschädigt wurde. Alle 78 Insassen, 4 Besatzungsmitglieder und 74 Passagiere, überlebten die Bruchlandung. Die Landung wurde während eines starken Regenschauers bei rund 18 Knoten Rückenwind durchgeführt.[157]

## 1990er-Jahre
- Am 31. März 1991 wurde nach Steuerungsproblemen mit einer Vickers Viscount 745D der kolumbianischen Intercontinental de Aviacion  (Luftfahrzeugkennzeichen HK-1708) nach der Landung auf dem Flughafen Medellin-Olaya Herrera (Kolumbien) ein langer Riss im Hauptholm festgestellt. Vermutlich war der Riss schon bei einem Zusammenbruch des Fahrwerks am 14. Februar 1988 entstanden. Die beiden Piloten, einzige Insassen des Frachtflugs, überlebten den Sturzflug.[158]

- Am 24. Juli 1992 wurde eine Viscount 816 der indonesischen Mandala Airlines (PK-RVU) etwa 15 Kilometer westlich des Zielflughafens Ambon (Molukken) in einen 700 Meter hohen Berg geflogen. Alle 70 Insassen wurden dabei getötet. Dies war der Unfall mit den meisten Todesopfern an Bord einer Viscount (ohne Personenschäden am Boden).[159]

- Am 27. Juli 1992 wurde eine Viscount 798D der mexikanischen Aero Eslava (XA-SCM) auf einem Überführungsflug 30 Kilometer östlich des Zielflughafens Mexiko-Stadt in den Berg Cerro Xocotlihuipa geflogen. Die Piloten hatten eine Freigabe für einen Sinkflug auf Flugfläche 120 (3660 Meter) erhalten, setzten den Sinkflug jedoch weiter fort, bis sie in 10.130 Fuß (3.080 Meter) mit dem Berg kollidierten. Der sogenannte Erste Offizier hatte keine Lizenz zum Fliegen einer Viscount. Durch diesen CFIT (Controlled flight into terrain) wurden alle 4 Menschen an Bord getötet, der Kapitän, der rechts im Cockpit sitzende Mann sowie die beiden als Passagier reisenden Flugbegleiterinnen.[160]

- Am 28. August 1992 entstand bei einer Vickers Viscount 843 der indonesischen Bouraq Indonesia Airlines (PK-IVX) kurz nach dem Start vom Flughafen Banjarmasin-Syamsudin Noor (Indonesien) ein Triebwerksbrand im Motor Nr. 2 (links innen). Das Feuer konnte nicht gelöscht werden, die Notlandung bei der Rückkehr war erfolgreich. Das Flugzeug brannte aus. Alle 70 Insassen, sechs Besatzungsmitglieder und 64 Passagiere, überlebten.[161]

- Am 25. Februar 1994 fielen bei einer Viscount 813 der British World Airlines (G-OHOT) auf einem Frachtflug von Edinburgh nach Coventry nacheinander die Triebwerke 2, 3 und 4 wegen starker Vereisung aus, gefolgt von einem weitgehenden Ausfall der Elektrik. Der Versuch einer Notlandung in Birmingham misslang, da die Maschine etwa 50 Kilometer nördlich davon Bodenberührung bekam und zerbrach. Der Flugkapitän wurde getötet (siehe auch British-World-Airlines-Flug 4272).[162]

- Am 26. September 1994 (nach anderen Angaben am 26. November) wurde eine Viscount 843 der indonesischen Bouraq Indonesia Airlines (PK-IVU) bei der Landung auf dem Flughafen Pontianak schwer beschädigt. Die beiden Piloten (die einzigen Insassen) überlebten. Nach einem Überführungsflug zum Flughafen Jakarta-Cengkareng wurde das Flugzeug dort als irreparabel stillgelegt.[163]

- Am 24. März 1996 vergaßen die Piloten einer Viscount 808C der British World Airlines (G-OPFE) auf einem nächtlichen Trainingsflug am Flughafen Belfast International (Aldergrove) (Nordirland), vor der Landung das Fahrwerk auszufahren. Das unvermeidliche Resultat war eine Bauchlandung, bei der das Flugzeug irreparabel beschädigt wurde. Beide Piloten, die einzigen Insassen, überlebten unverletzt.[164]

- Am 6. Juni 1997 stürzte eine Viscount 781 der kongolesischen Bazair (9Q-CWL) in der Region Irumu (Demokratische Republik Kongo) auf dem Flug von Bunia zum Flughafen Kisangani-Bangoka ab. Alle 23 Insassen, 3 Besatzungsmitglieder und 20 Passagiere, kamen ums Leben.[165]

## Ab 2000
- Am 24. Juli 2001 wurde mit einer Vickers Viscount 802 der Transtel aus Swasiland (Luftfahrzeugkennzeichen 3D-OHM) auf dem Flughafen N’Djamena (Tschad) der Start abgebrochen, allerdings bei der viel zu hohen Geschwindigkeit Vr. Das Flugzeug geriet seitlich von der Startbahn ab, wobei es irreparabel beschädigt wurde. Alle drei Insassen, zwei Besatzungsmitglieder und ein Passagier, überlebten.[166][167]

- Am 15. April (27. April?) 2003 versuchte die Flugbesatzung einer Viscount 836 der kongolesischen Trans Intair (9Q-CGL) mit nur drei funktionierenden Triebwerken von einer 900 Meter langen Schotterpiste im Kongo zu starten. Dieses Experiment endete mit einem Absturz in angrenzende Bäume. Alle drei Besatzungsmitglieder (die einzigen Insassen) überlebten das Geschehen. Es war der letzte bekannt gewordene Unfall einer Vickers Viscount.[168][169]